# Ja'Kobe Walter
Ja'Kobe Amare Walter, né le  4 septembre 2004 à Dallas dans le Texas, est un joueur américain de basket-ball évoluant au poste d'arrière et mesurant 1,94 m.

## Biographie

### Carrière universitaire
Entre 2023 et 2024, il joue pour les Bears de Baylor à l'université Baylor.
Le 15 avril 2024, il annonce qu'il se présente à la draft 2024 de la NBA.

## Palmarès et distinctions individuelles

### Universitaires
- Third-team All-Big 12 (2024)
- Big 12 Freshman of the Year (2024)
- Big 12 All-Freshman team (2024)

### Autres
- McDonald's All-American (2023)
- Jordan Brand Classic (2023)
- Nike Hoop Summit (2023)

## Statistiques

### Universitaires
| Saison    | Équipe | Matchs | Titul. | Min./m | % Tir | % 3pts | % LF | Rbds/m. | Pass/m. | Int/m. | Ctr/m. | Pts/m. |
| --------- | ------ | ------ | ------ | ------ | ----- | ------ | ---- | ------- | ------- | ------ | ------ | ------ |
| 2023-2024 | Baylor | 35     | 35     | 32.3   | .376  | .341   | .792 | 4.4     | 1.4     | 1.1    | .2     | 14.5   |